# Embreville
Embreville là một xã ở tỉnh Somme, vùng Hauts-de-France, Pháp.

## Địa lý
Thị trấn này tọa lạc 14 dặm Anh về phía tây nam của Abbeville trên đường D190, vài cây số so với sông Somme.

## Dân số
| 1962                                                         | 1968 | 1975 | 1982 | 1990 | 1999 |
| ------------------------------------------------------------ | ---- | ---- | ---- | ---- | ---- |
| 485                                                          | 488  | 540  | 503  | 549  | 576  |
| Số liệu điều tra dân số từ năm 1962, dân số không tính trùng |      |      |      |      |      |